# Tingidae
I Tingidi (Tingidae Laporte, 1832) sono una famiglia di piccoli insetti dell'ordine dei Rincoti (Heteroptera, Cimicomorpha). Secondo la classificazione tradizionale sono gli unici rappresentanti non estinti della superfamiglia Tingoidea Laporte, 1832.

## Descrizione
I Tingidi hanno un corpo fortemente appiattito, di piccole dimensioni, lungo in genere da 2 a 5 mm, con profilo variabile da oblungo a ovoidale a quadrangolare. Il tegumento è delicato e la livrea mostra colori più o meno uniformi e poco appariscenti, generalmente sul grigiastro.
Il capo è privo di ocelli, con occhi composti ben sviluppati, antenne formate da 4 articoli, di cui quelli prossimali sono molto brevi. Il rostro è pure esso tetramero.
Il torace e le ali anteriori presentano i caratteri più evidenti che contraddistinguono questi Rincoti. Il pronoto si prolunga in genere con due espansioni laterali appiattite ed un processo vescicoliforme che si estende anteriormente fino a ricoprire il capo come una sorta di cappuccio. Le ali anteriori non hanno la tipica morfologia delle emielitre degli Eterotteri, ma sono uniformi, interamente membranose. Gli ornamenti del pronoto e delle ali anteriori formano una fitta reticolatura, carene longitudinali e processi spiniformi, questi ultimi distribuiti lungo le carene e lungo i margini. Per la singolare morfologia e l'uniformità degli ornamenti del tegumento, nel pronoto e nelle ali anteriori, un occhio inesperto potrebbe confondere le vescicole del pronoto come un paio di ali anteriori, ridotte, e le emielitre come il paio di ali posteriori. Le zampe sono esili, con tarsi composti da due segmenti.
La morfologia degli stadi preimmaginali differisce notevolmente da quella degli adulti, soprattutto in relazione agli ornamenti dell'esoscheletro. Invece della reticoltura, la cuticola forma processi di varia conformazione, spesso turbercolari oppure spiniformi, questi ultimi anche ramificati.

## Biologia
I Tingidi sono insetti fitomizi che si nutrono a spese dei succhi cellulari dei tessuti epidermici dei vegetali. Caratterizzati da una scarsa mobilità, stazionano sulle piante erbacee e sugli alberi, in genere sulla pagina inferiore delle foglie, spesso formando assembramenti di notevole entità.
I danni causati consistono in decolorazioni dei punti colpiti, che, in caso di forti infestazioni, possono confluire in aree più o meno estese fino ad interessare tutta la foglia. Alcune specie sono anche galligene, altre possibili vettori di virus.

## Distribuzione e habitat

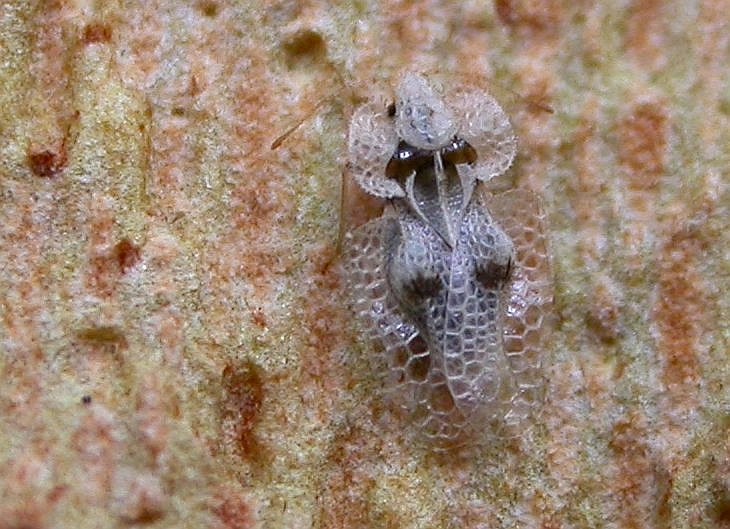
Corythucha ciliata

La famiglia è cosmopolita ed è rappresentata in tutte le regioni geografiche del mondo. I Tinginae sono maggiormente diffusi nelle aree tropicali e nelle regioni orientali, i Cantacaderinae sono presenti in tutte le regioni ad eccezione della neartica, le Vianaidinae.
Nelle regioni mediterranee sono di particolare importanza, per i danni causati, Corythucha ciliata, Stephanitis pyri e Monosteira unicostata, rispettivamente conosciute anche con i nomi comuni di Cimicetta del platano, Piattola del pero e Cimicetta del mandorlo. La Cimicetta del platano è una specie potenzialmente polifaga ma è principalmente infeudata al Platanus occidentalis. Di origine nordamericana, la sua comparsa in Italia è stata accertata nel 1965. Le altre specie, di origine autoctona, sono rispettivamente infeudate principalmente al Pero e al Mandorlo, ma sono anch'esse polifaghe e occasionalmente possono attaccare altre specie botaniche.
C. ciliata e S. pyri presentano i caratteri morfologici tipici della famiglia, con le espansioni laterali e la vescicola centrale del pronoto e la reticolatura dorsale. M. unicostata ha invece un pronoto conformato normalmente, con capo ben visibile e con suddivisione delle emielitre in corio e clavo ben evidente.

## Sistematica
I Tingidi sono rappresentati da oltre 2000 specie, distribuite in oltre 250 generi. L'inquadramento sistematico di questa famiglia è oggetto di due controverse revisioni. La classificazione tradizionale fino agli anni novanta, proposta da DRAKE e RUHOFF (1965), divide la famiglia Tingidae in tre sottofamiglie denominate rispettivamente Cantacaderinae, Tinginae e Vianaidinae. La collocazione sistematica della famiglia ha avuto proposte discordanti fino agli anni novanta, ma da diversi decenni si concorda sostanzialmente sulla collocazione in una superfamiglia dei Cimicomorfi denominata Tingoidea.
FROESCHNER (1996) propone una revisione della superfamiglia Tingoidea, elevando i Vianaidinae al rango di famiglia, con la denominazione Vianaididae. La famiglia dei Tingidae, invece, sarebbe composta dalle sottofamiglie Tinginae e Cantacaderinae. Quest'ultima si suddividerebbe in due tribù, denominate rispettivamente Cantacaderini e Phatnomatini .
LIS (1999) propone una revisione differente: le ricerche filogenetiche evidenzierebbero il carattere polifiletico della sottofamiglia Cantacaderinae. Sulla base di questi risultati, la classificazione proposta da LIS suddivide i Tingoidea in tre famiglie, Cantacaderidae, Tingidae e Vianaididae. Sempre secondo questa classificazione, la famiglia Cantacaderidae si suddivide in due sottofamiglie, Cantacaderinae e Carldrakeaninae, e, a sua volta, la sottofamiglia Cantacaderinae comprenderebbe due tribù, Cantacaderini e Ceratocaderini. La famiglia dei Tingidae si suddivide invece in due sottofamiglie, Phatnomatinae e Tinginae. Lo schema di LIS, perciò, scorpora i Phatnomatini dalla sottofamiglia Cantacaderinae sensu FROESCHNER, elevando i primi al rango di sottofamiglia dei Tingidae e i secondi al rango di famiglia dei Tingoidea.
La revisione di LIS, tuttavia non è accettata da altri ricercatori, come GOLUB (2001) e GUILBERT (2001) nei cui lavori successivi adottano denominazioni che concordano con la revisione di FROESCHNER e discordano con quella di LIS.
In questa sede si segue lo schema tassonomico tradizionale, sia pur superato dalle recenti revisioni, considerando la famiglia dei Tingidi come unica della superfamiglia dei Tingoidei:
- Superfamiglia Tingoidea

- Famiglia Tingidae

- Sottofamiglia Cantacaderinae

- Tribù Cantacaderini
- Tribù Phatnomini

- Sottofamiglia Tinginae

- Tribù Litadeini
- Tribù Tingini
- Tribù Ypsotingini

- Sottofamiglia Vianaidinae